# Tertio millennio adveniente

Tertio millennio adveniente est une lettre apostolique du souverain pontife Jean-Paul II à l'épiscopat, au clergé et aux fidèles sur la préparation du jubilé de l'an 2000, publiée le 10 novembre 1994 dans la dernière décennie du XXe siècle, afin de préparer le passage au IIIe millénaire.

## Description
Le pape souhaite (§ 33) que l'Église soit clairement consciente de ce qu'elle a vécu derrière elle au cours de ces dix derniers siècles, incitant ses fils à se purifier, dans la repentance, des erreurs, des infidélités, des incohérences, des lenteurs :

« La Porte sainte du Jubilé de l'An 2000 devra être symboliquement plus large que les précédentes car l'humanité, arrivée à ce terme, laissera derrière elle non seulement un siècle mais un millénaire. Il est bon que l'Église franchisse ce passage en étant clairement consciente de ce qu'elle a vécu au cours de ces dix derniers siècles. Elle ne peut passer le seuil du nouveau millénaire sans inciter ses fils à se purifier, dans la repentance, des erreurs, des infidélités, des incohérences, des lenteurs. Reconnaître les fléchissements d'hier est un acte de loyauté et de courage qui nous aide à renforcer notre foi, qui nous fait percevoir les tentations et les difficultés d'aujourd'hui et nous prépare à les affronter. »

Il appelle à la conversion (§ 34) :

« Parmi les péchés qui requièrent un plus grand effort de pénitence et de conversion, il faut évidemment compter ceux qui ont porté atteinte à l'unité voulue par Dieu pour son peuple. Au cours des mille ans qui arrivent à leur terme, plus encore qu'au premier millénaire, la communion ecclésiale, « parfois par la faute de l'une et de l'autre des parties », a connu de douloureux déchirements qui s'opposent ouvertement à la volonté du Christ et sont pour le monde un objet de scandale. »

Il ajoute (§ 42) que tout devra être orienté vers l'objectif prioritaire du Jubilé qui est le renforcement de la foi et du témoignage des chrétiens :

« Tout devra être orienté vers l'objectif prioritaire du Jubilé qui est le renforcement de la foi et du témoignage des chrétiens. Il est donc nécessaire de susciter chez tous les fidèles une réelle aspiration à la sainteté, un fort désir de conversion et de renouveau personnel, dans un climat de prière toujours plus intense et de solidarité dans l'accueil du prochain, particulièrement des plus démunis. »